# Ramón Sopena
Ramón Sopena López (1867 - 12 de agosto de 1932) fue un editor español que fundó la editorial que lleva su nombre en 1894 en la Provincia de Barcelona, especialmente célebre por sus enciclopedias y diccionarios, editados en la mayoría de los países pertenecientes a la hispanoesfera.

## Biografía
En sus inicios, la editorial fue simplemente una imprenta, ubicada en la ciudad de Villanueva y Geltrú, Provincia de Barcelona. En 1899, ya como editorial, la empresa es trasladada a la Ciudad Condal (Calle Gravina, 10). En 1898 editó la revista La Vida Galante, que contuvo historietas y viñetas humorísticas y fue dirigida en principio por Eduardo Zamacois. La empresa creció y sacó a la calle varias colecciones de libros como La Colección Galante o La Colección Regente.
En el año 1900 se reubica en la Calle Valencia, del 359 al 383, y se abre una sede en Madrid, en la Calle Ruiz, 8, que se trasladó en 1904 a la Calle Mesonero Romanos, 10. Por entonces editó una importante producción de portafolios eróticos. Pero el denominado Desnudos de Mármol tuvo problemas con la ley, al igual que la revista Vida Galante, y sufrió varias fuertes multas. Este material erótico y pornográfico fue aprovechado ulteriormente de varias maneras: haciendo colecciones de postales y también vendiendo los clichés a otras revistas y editores. Ramón Sopena, una vez asentada la empresa, dejó la edición de obras eróticas y se centró en dos líneas editoriales: la literatura y la enseñanza. En la primera optó por la literatura popular con colecciones como Aventuras emocionantes de Buffalo Bill, Dick Turpin, Nick Carter o La vuelta al mundo de dos pilletes; en el género infantil hizo líneas de cuentos como la Biblioteca Infantil o la Biblioteca para Niños y también editó los clásicos de la literatura en colecciones como la Biblioteca Selecta o la Biblioteca Sopena por citar algunas. En el género de la enseñanza y la divulgación editó infinidad de diccionarios, enciclopedias, manuales y guías.
Si bien Sopena falleció en el año 1932, la empresa siguió adelante abriendo incluso sedes en otros países hispanoparlantes, como Argentina, Uruguay, Chile, México o Bolivia.
Desde 1906 hasta 1990, la sede central barcelonesa estuvo en la Calle Provenza, del N.º 93 al 97, en un bello edificio modernista en que estuvieron ubicadas todas sus instalaciones, tanto la editorial como la imprenta. Su última dirección conocida fue en la Calle Córcega, 60 de Barcelona. La editorial quebró en el año 2004.